# Esporte Clube Primavera
O Esporte Clube Primavera é um clube brasileiro de futebol da cidade de Indaiatuba, interior do estado de São Paulo. Em 2026 irá disputar a elite do Paulistão.
Foi fundado em 27 de janeiro de 1927 e suas cores são vermelho, preto e branco.
Em disputas de competições oficiais da Federação Paulista de Futebol (FPF) desde 1952, o Primavera é o maior vencedor do que atualmente é o Campeonato Paulista - Série A4, equivalente ao quarto escalão. Venceu as edições de 1977, 1995 e 2018, quando retornou à Série A3. Ainda foi campeão da Série B2 (atual Segunda Divisão), equivalente à quinta divisão, em 2001.
Em 2025, após 98 anos de história, o Primavera conquistou o acesso à Série A1 paulista pela primeira vez em sua história.

## História
A cidade de Indaiatuba teve como seu primeiro representante o Sport Club Primavera, fundado em 1908, mas extinto no ano seguinte. O tempo foi passando e, na década de 1920, dois outros times começaram a se destacar: o Indaiatubano Futebol Clube, fundado em 1916, e o Corinthians Futebol Clube, fundado em 1918. Decidiu-se então, em 27 de janeiro de 1927, pela união das duas equipes, o surgimento do Esporte Clube Primavera, cujo nome homenageava o time que iniciou o futebol no município. Já as cores que ostenta – vermelho, preto e branco – são herança de seus antecessores.
O Esporte Clube Primavera, na sua jornada, conquistou, em 1944, o título de campeão amador da 15ª região; classificando-se, nesse mesmo ano, em quarto lugar na classificação pelo Campeonato Amador do Interior; foi campeão da 4ª Região. Em 1949, conquistou o título de campeão da série “Carlos Rolim”, sagrando-se  também campeão da 4ª Região. Conquistou 193 troféus em sua trajetória esportiva.
A primeira participação do Fantasma da Ituana (como é conhecido o clube) em competições profissionais organizadas pela Federação Paulista de Futebol (FPF) foi em 1952, no Campeonato Paulista da Segunda Divisão. Entretanto, sem conseguir manter uma sequência, o clube disputou apenas outras duas vezes a Terceira Divisão, em 1954 e 1958, passando por um período de pouco menos de duas décadas sem competir profissionalmente, até 1975.
Em 29 de junho de 1961, o Primavera inaugurou o seu estádio.
A retomada deu-se em 1976, no Campeonato Paulista da Segunda Divisão (atual Série A4). No ano seguinte, a equipe chegou ao seu primeiro título e, consequentemente, conseguiu o acesso à Primeira Divisão (atual Série A3). Em 1982, o Primavera ficou muito próximo do acesso a Primeira Divisão do Campeonato Paulista, quando empatou os três jogos contra o Mogi Mirim na final do Grupo Branco, quando precisava apenas de uma vitória para poder avançar a fase final do certame. O Fantasma disputou a atual Série A2 até 1987, quando após uma nova reformulação nas divisões acabou voltando para a Terceira Divisão, em 1988.
Em 1989 e 1990, o clube teve mais uma pausa em seu futebol profissional, retornando em 1991, na Segunda Divisão. O Primavera permaneceu no torneio até 1993, quando o campeonato trocou de nome mais uma vez e o time passou a disputar a Série B1. Em 1995, em meio a uma das maiores crises financeiras de sua história, o Fantasma não abaixou a cabeça e se tornou campeão da Série Bl-B. Porém, em 1996, a equipe se afastou mais uma vez das competições oficiais e no ano seguinte disputou a Série B1-B. Em 1998 voltou a se afastar do profissional pela última vez, quando retornou em 1999 para ficar ativo de vez até os dias de hoje.
No ano de 2001, o clube alcançou o título da Série B-2, conquistando o direito de participar do Campeonato Paulista da Série B-1 no ano seguinte. Dois anos mais tarde, o Primavera sagrou-se vice-campeão, alcançando o acesso à Série A3, competição que disputou nos três anos seguintes. Em 2004, o Fantasma ficou perto de voltar para a Série A2, se classificando para a fase final do campeonato, mas não conseguindo sucesso.
Após isso, o Tricolor Indaiatubano enfrentaria anos sofríveis pela frente: Em 2005 e 2006 escapou do rebaixamento no sufoco, mas em 2007 não escapou e acabou sendo rebaixado para a Segunda Divisão. Os dois anos seguintes foram considerados os piores da história, isso porque houve uma parceria com a Racing Santander, onde além de modificarem o escudo e cores do clube, resultaram em derrotas e goleadas sofridas no campeonato. Em 2010, após fim da parceria, o Primavera passou a caminhar com suas próprias pernas, e teve uma boa ressalva: A excelente campanha na Segunda Divisão quase rendeu o acesso de volta para a Série A3, impedido por crises interna.
Em 2013, novamente o Fantasma passou perto de voltar para a Série A3, sucubiu ao Tupã dentro de casa com um empate em 1 a 1. Mas em 2014, foi o ano da redenção Tricolor: Com uma campanha quase impecável o campeonato todo, o acesso foi conquistado apenas aos 50 minutos do 2° tempo contra o Grêmio Prudente. Em 2015, o Primavera fez uma boa campanha em sua volta a Série A3, o que quase lhe rendeu o acesso para a Série A2, e na sua primeira participação da Copa Paulista, o clube quase passou de fase, sendo eliminado pelo São Bento.
Em 2021, o Esporte Clube Primavera conquistou o acesso ao Campeonato Paulista da Série A2 após 34 anos distante. A última vez que o time de Indaiatuba tinha disputado a divisão de acesso à elite estadual foi em 1987. Na sua melhor campanha da história do torneio, o time superou o Votuporanguense na semifinal do Paulistão A3, por 1 a 0, em Votuporanga e chegou à final. 
Em 2022, o ex-jogador Deco, juntamente com o empresário Nenê Zini, adquiriram 90% da SAF (Sociedade Anônima do Futebol) do Esporte Clube Primavera. Os dois já investiam na equipe desde 2020 por meio do grupo gestor formado pelas suas respectivas empresas (BN Zini e D20 Sports).
Em 2025, o Primavera fez a maior campanha da sua história e alcançou o acesso inédito ao Paulistão. O jogo do acesso aconteceu em Indaiatuba, no dia 29 de março, com vitória primaverina por 2 a 1 (4 a 1 no agregado) em cima do Taubaté. 

## Títulos
| ESTADUAIS | ESTADUAIS                             | ESTADUAIS | ESTADUAIS         |
|           | Competição                            | Títulos   | Temporadas        |
| --------- | ------------------------------------- | --------- | ----------------- |
|           | Campeonato Paulista - Série A4        | 3         | 1977, 1995 e 2018 |
|           | Campeonato Paulista - Segunda Divisão | 1         | 2001              |
| TOTAL     |                                       |           |                   |
|           | Competição                            | Títulos   | Temporadas        |
|           | Títulos oficiais                      | 4         | 4 Estaduais       |

### Campanhas de destaque
| DESTAQUES                      | DESTAQUES               |
| Competição                     | Resultados              |
| ------------------------------ | ----------------------- |
| Campeonato Paulista – Série A2 | Vice-campeão (2025 )    |
| Campeonato Paulista – Série A3 | Vice-campeão (2021 )    |
| Campeonato Paulista – Série A4 | Vice-campeão (2003 )    |
| Campeonato Paulista – Série A4 | Quartas de final (2022) |

## Estatísticas

### Participações
| Aumento | Promovido à divisão superior  |
| Baixa   | Rebaixado à divisão inferior  |
| Inativo | Licenciamento no ano seguinte |

|  | Participações em 2025 |

| Competição | Competição          | Temporadas | Melhor campanha                | Anos                                                                            | A | R |
| São Paulo  | Campeonato Paulista | 1          | Estreia (2026)                 | 2026                                                                            |   | – |
| São Paulo  | Série A2            | 11         | Vice-campeão (2025)            | 1952 , 1982-1987 e 2022-2025                                                    | 1 | – |
| São Paulo  | Série A3            | 20         | Vice-campeão (2021)            | 1954, 1958, 1976, 1978-1981, 1988, 1991-1993, 2004-2007 , 2015-2016 e 2019-2021 | ? | 2 |
| São Paulo  | Série A4            | 14         | Campeão (1977, 1995 e 2018)    | 1977 , 1994-1995 , 2002-2003 , 2008-2014 e 2017-2018                            | 4 | – |
| São Paulo  | Segunda Divisão     | 4          | Campeão (2001)                 | 1997 e 1999-2001                                                                | 1 | – |
| São Paulo  | Copa Paulista       | 6          | Oitavas de final (2020 e 2024) | 2015, 2020-2021, 2023-2025                                                      |   |   |

### Últimas dez temporadas
Legenda:
| Campeão Vice-campeão Eliminado nas semifinais | Campeão e promovido à divisão superior Vice-campeão e/ou promovido à divisão superior Rebaixado à divisão inferior | Classificado à fase de grupos da Copa Libertadores Classificado à fase preliminar da Copa Libertadores Classificado à Copa Sul-Americana Campeão do Campeonato do Interior |

## Categorias de base

### Títulos da base
- Campeonato Paulista Sub-20 - 2ª Divisão: 2001